# Tapestry (Star Trek: The Next Generation)
"Tapestry" é o décimo quinto episódio da sexta temporada da série de ficção científica estadunidense Star Trek: The Next Generation. É o 141º episódio geral da série e foi exibido pela primeira vez nos Estados Unidos por redifusão em 15 de fevereiro de 1993. Foi escrito por Ronald D. Moore e dirigido por Les Landau. The Next Generation se passa no século XXIV e acompanha as aventuras da tripulação da nave estelar USS Enterprise-D. Neste episódio, o capitão Jean-Luc Picard supostamente morre durante uma missão e recebe do ser onipotente Q a chance de revisitar seu passado e possivelmente alterá-lo.
A história de "Tapestry" foi concebida por Moore e desenvolvida em parceria com a equipe de roteiristas da série, focando-se em um incidente da vida passada de Picard em que foi esfaqueado e precisou receber um coração artificial. Os roteiristas queriam explorar como isso serviu para moldar o personagem conhecido na série. O episódio teve o retorno do ator John de Lancie como seu personagem recorrente Q. "Tapestry" teve uma das maiores audiências da sexta temporada e teve uma recepção positiva tanto por parte da equipe de produção quanto da crítica especializada, que de forma geral elogiaram a história.

## Enredo
O capitão Jean-Luc Picard é gravemente ferido durante uma missão, acordando em um local estranho e sendo recepcionado pelo ser onipotente Q. Este diz que Picard morreu quando seu coração artificial foi destruído. Ele perdeu seu coração original quando jovem ao ser esfaqueado em uma briga de bar. Picard se arrepende desse momento e gostaria de ter agido diferente. Q o envia para o passado um dia antes da briga, onde ele se encontra com seus colegas cadetes Corey Zweller e Marta Batanides. Estes estranham a mudança repentina de personalidade dele, abandonando sua atitude despreocupada.
Um nausicano ganha de Zweller em um jogo de bar por meio de trapaça e este planeja sua vingança ao manipular a partida seguinte. Picard consegue fazê-lo desistir, mas os nausicanos incitam e provocam Zweller a ponto dele perder a cabeça e tentar atacá-los. Picard impede seu amigo, evitando qualquer briga, mas humilhando-o no processo. Tanto Zweller quanto Batanides vão embora em desgosto. Q leva Picard de volta para a USS Enterprise, porém Picard não é mais o capitão e sim um oficial de ciências de baixa patente que teve uma carreira banal. Sua aversão à riscos fez com que nunca se destacasse.
Picard confronta Q, com este contando que a briga com os nausicanos deu a Picard um senso de mortalidade e lhe ensinou que a vida era muito preciosa para ser desperdiçada agindo com cautela. Picard percebe que perdeu parte de si mesmo ao tentar alterar suas indiscrições passadas, declarando que preferiria morrer como capitão da Enterprise do que viver como um ninguém. Q o envia de volta para a briga de bar e os eventos transcorrem como deveriam, com Picard sendo esfaqueado no coração e rindo.
Picard acorda na enfermaria da Enterprise, novamente como capitão, tendo sobrevivido ao ferido sofrido na missão. Ao se recuperar ele questiona se sua jornada ao passado foi apenas um sonho ou uma das ilusões de Q. Independentemente, ele expressa gratidão pelo entendimento que essa experiência lhe proporcionou.

## Produção

### Roteiro

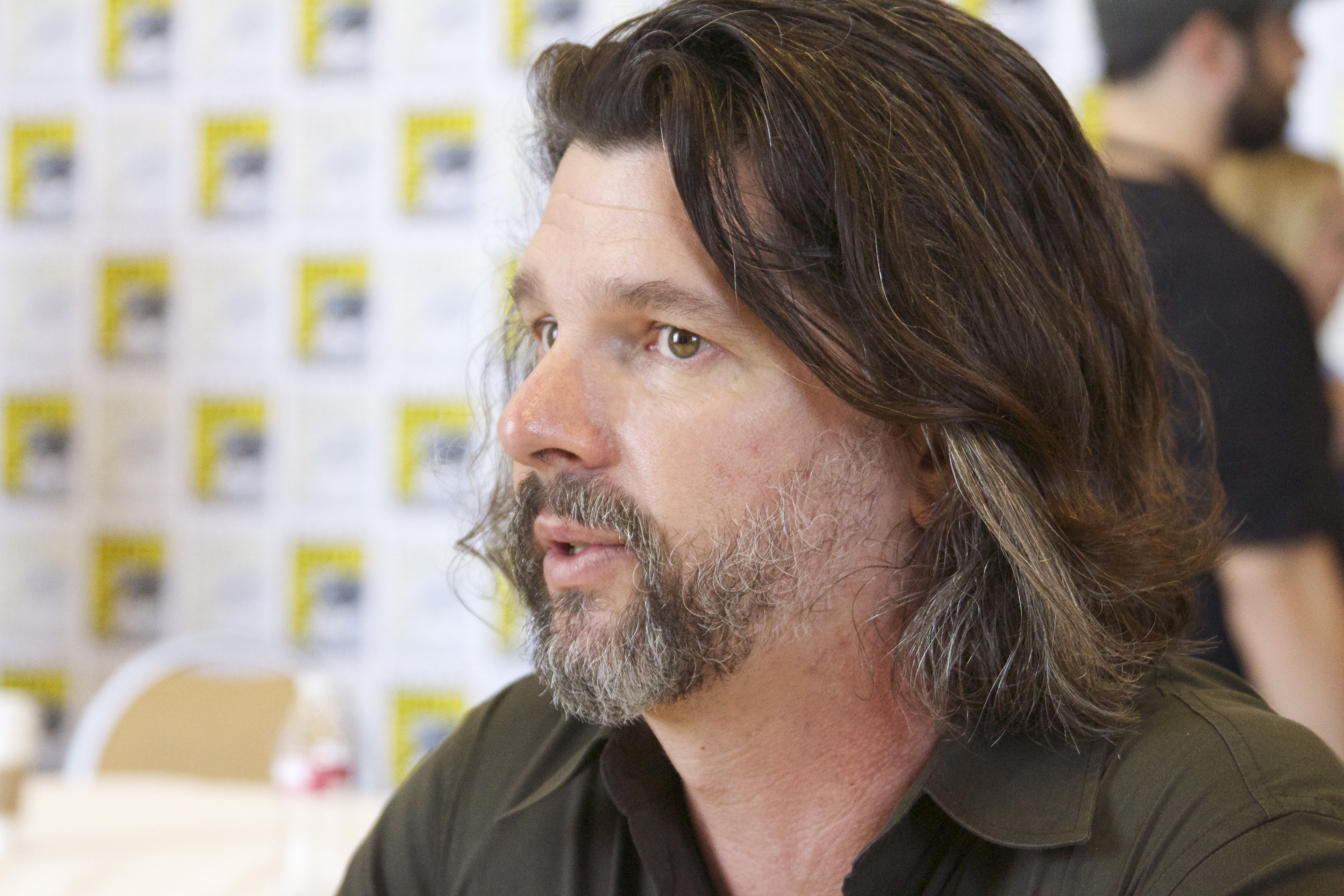
Ronald D. Moore concebeu a ideia do episódio e escreveu seu roteiro

"Tapestry" foi o primeiro episódio contendo o personagem Q que o roteirista Ronald D. Moore escreveu para Star Trek: The Next Generation. Moore ficou animado com a ideia de dar ao capitão Jean-Luc Picard uma experiência de quase morte e ter Q aparecer como se fosse Deus. Seu plano original era seguir um caminho similar à novela A Christmas Carol de Charles Dickens, com Q desempenhando um papel similar aos fantasmas da história de Dickens. Moore concebeu três estágios para o enredo, um em que Picard é atacado e precisa de um coração artificial, um com Picard quando criança e o último baseado na USS Stargazer, o comando anterior do personagem. Ele apresentou a ideia ao produtor executivo Michael Piller, mas este não ficou animado. A combinação dessa desaprovação com os custos estimados de filmagem por conta de cenários adicionais fez com que a ideia precisasse ser reduzida.
Moore discutiu sua ideia com os outros membros da equipe de roteiristas; eles se focaram no incidente que fez Picard precisar de um coração artificial. Este tinha sido anteriormente mencionado nos episódios "Samaritan Snare" da segunda temporada e "Final Mission" da quarta. Ele compararam Picard com o capitão James T. Kirk de Star Trek: The Original Series, descrevendo ambos como opostos em termos de desenvolvimento. Eles enxergaram Picard como um rebelde durante sua época na Academia da Frota Estelar, tornando-se uma pessoa mais séria depois. Kirk, por sua vez, era o contrário, sendo descrito pela equipe como um "bibliófilo" na Academia para posteriormente ficar "maluco" dentro de uma nave estelar. Os roteiristas procuraram um modo de confirmar a afirmação de Picard em "Samaritan Snare" de que ele riu quando foi esfaqueado. O editor de histórias René Echevarria disse: "Fez todos nós pensarmos que tínhamos bolado a história certa para a premissa e amarrado tudo, eu acho que é um dos melhores esforços que fizemos". Moore comentou que a história era pessoal para ele de algumas formas, porque ele achava que grandes erros tinham sido aquilo que lhe permitiram ir trabalhar em The Next Generation. O título original de Moore para o episódio era "A Q Carol", referência à A Christmas Carol, mas Piller em vez disso sugeriu "Tapestry" e disse "você precisa aprender a definir sua parte na tapeçaria da sua vida".
Os roteiristas não lembraram de onde surgiu a ideia da "sala branca" de Q, sendo descoberto apenas após a exibição do episódio que veio de James Mooring, que tinha enviado um roteiro especulativo com uma ideia parecida. A produtora Jeri Taylor admitiu que a similaridade foi acidental, com a questão sendo resolvida depois dela e Moore conversarem com Mooring. Este foi pago e sua contribuição reconhecida. O roteiro passou por várias mudanças antes das filmagens, incluindo a remoção de Edward Jellico como o capitão da USS Enterprise no futuro alternativo e a clarificação de que o esfaqueamento não foi o grande evento na vida de Picard descrito em "The First Duty" da quinta temporada.

### Filmagens

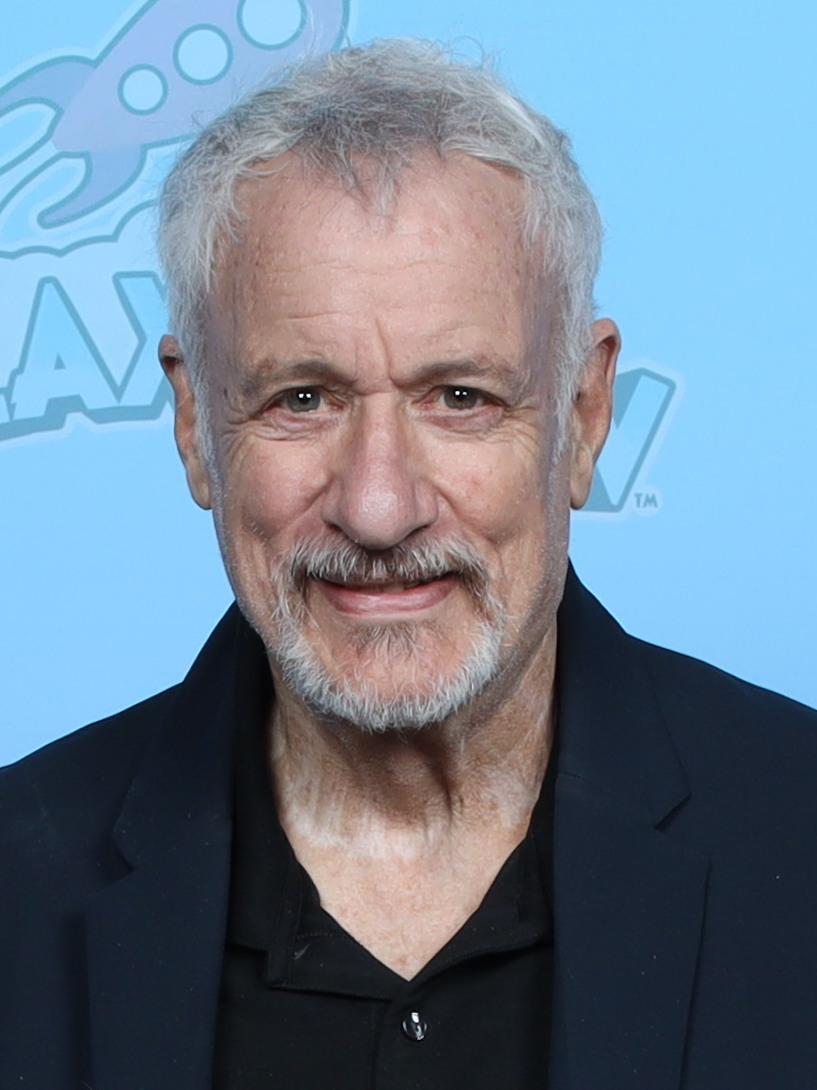
John de Lancie fez sua sétima aparição como Q na série em "Tapestry"

O ator John de Lancie apareceu em "Tapestry" como Q, tendo aparecido de forma recorrente como o personagem em The Next Generation desde o episódio piloto "Encounter at Farpoint". Ele já tinha aparecido como Q duas vezes na temporada televisiva de 1992 e 1993, primeiro em "True Q" também da sexta temporada de The Next Generation e depois em "Q-Less" da primeira temporada de Star Trek: Deep Space Nine. De Lancie achou que o roteiro de "Tapestry" era "incrível", elogiando o discurso que precisou fazer para Picard ao final do episódio.
J. C. Brandy interpretou Marta Batanides. A atriz tinha dezessete anos na época e ficou intimidada por ter que trabalhar com Patrick Stewart, mas disse que todos lhe fizeram se sentir confortável. Houve preocupações quando Brandy chegou pela primeira vez para fazer testes de figurino que ela parecia muito nova, com Stewart ficando preocupado com a diferença de idade em cena. O diretor Les Landau pediu que a maquiagem e penteado na atriz a fizessem parecer mais velha. Brandy afirmou que isso "funcionou muito bem", mas mesmo assim eles "minimizaram o sexo". Ela ficou satisfeita com suas cenas com Stewart, pois conseguiram capturar o "nervosismo e inocência" do relacionamento de Picard e Batanides. "Tapestry" marcou a primeira aparição dos nausicanos em cena com Clint Carmichael interpretando o alienígena principal, porém a espécie já tinha sido mencionada antes em "Samaritan Snare". Os outros dos nausicanos foram interpretados pelos dublês Tom Morga e Nick Dimitri.
Vários figurinos e maquiagens foram reusados nas cenas no bar. Os produtores deixaram bilhetes para que nenhum ferengi fosse incluído, pois nessa altura eles ainda não tinha feito primeiro contato com a Federação dos Planetas Unidos. A cena coloca anticanos e selanos próximos uns dos outros, mesmo ambos estando em guerra na época em que a cena ocorre e só selariam uma paz em "Lonely Among Us" da primeira temporada. Vários copos e outros objetos de cena vieram de uma coleção do filme The Ten Commandments. Houve problemas nas gravações de áudio de algumas cenas com Stewart e Brady, pois o carrinho da câmera era muito barulhento, o que exigiu que as falas fossem regravadas posteriormente para que fossem dubladas sobre as originais. Brandy ficou "maravilhada" por não conseguir distinguir a diferença na interpretação de Stewart, porém achou que a dublagem tirou um certo elemento da sua própria interpretação.
As cenas de Picard e Q no fundo branco foram comparadas pelo produtor Merri Howard e pelo diretor de fotografia Jonathan West com o filme Heaven Can Wait de 1978. Estas cenas preocuparam West, que temia que as vestes brancas de Q não ficariam bem contra um fundo todo branco e que assim o personagem parecesse uma cabeça flutuante. Tanto de Lancie quanto Stewart anteciparam que as cenas precisariam ser regravadas, com ambos não tendo ficado satisfeitos com suas interpretações; as cenas foram filmadas ao final de um dia de gravações e os dois estavam cansados. Algumas cenas do episódio foram cortadas para reduzir a duração até aquela exigida. Isto incluiu um monólogo de uma página de Batanides que aconteceria na manhã seguinte depois de dormir com Picard, uma cena em que Picard deveria se reportar para Geordi La Forge na engenharia e uma menção ao Scobee Hall, esta uma referência ao astronauta Francis Scobee, o comandante do ônibus espacial Challenger que morreu em seu acidente em 1986.

## Temas
Os autores Michele e Duncan Barrett afirmaram que "Tapestry" tinha "implicações complexas", pois demonstrava quem uma pessoa era por meio das experiências que teve pelo decorrer da sua vida. Também escreveram que não foi exigido que Picard pagasse um preço por sua ressurreição por conta da "narrativa popular ser o que é". A autora Atara Stein descreveu o episódio como mostrando uma mudança de Q em relação a sua postura satânica anterior e em vez disso assumindo o papel de anjo da guarda de Picard. Stein também fez referência da influência cada vez maior de Q nas vidas dos tripulantes da Enterprise, algo que tinha começado no episódio "Hide and Q" da primeira temporada.

## Repercussão

### Audiência
"Tapestry" foi exibido nos Estados Unidos por redifusão na semana começando em 15 de fevereiro de 1993. Teve uma audiência de 13,8 no índice Nielsen, a terceira maior de toda a sexta temporada junto com "Time's Arrow, Part II". Os únicos outros episódios com uma audiência maior foram "Relics" em segundo e "Aquiel" em primeiro.

### Crítica
"Tapestry" foi bem avaliado pela crítica especializada. Zack Handlen da The A.V. Club comparou o episódio com a série de televisão Quantum Leap com o Picard mais velho entrando no corpo de um homem mais jovem. Ele achou que tinha um "ar" de A Christmas Carol e que era um "episódio modesto com um objetivo modesto: nos lembrar que somos a soma de todas as nossas partes, mesmo aquelas que não temos orgulho". Keith R. A. DeCandido da Tor.com comparou "Tapestry" com o filme It's a Wonderful Life, afirmando que era uma das "melhores horas" de The Next Generation, elogiando como a história aprofunda a química entre Picard e Q e também as atuações conjuntas de Stewart e de Lancie.
Os autores James Van Hise e Hal Schuster descreveram a cena em que Picard é esfaqueado como "particularmente violenta", mas afirmaram que no geral "Tapestry" era uma boa história. Eles também comentaram que a história se adequava às visões de Gene Roddenberry, o criador da série, sobre religião, dizendo que o Contínuo Q não são deuses mas sim um "nicho evolutivo mais elevado que meros mortais". O autor Mark Clark afirmou que a interpretação de Stewart era "rica em nuances" e um "exame de consciência". Clark afirmou que "Tapestry" explorava a alma de Picard e que foi tão importante para o personagem quanto "The Best of Both Worlds", "The Inner Light" e "Chain of Command".
Moore descreveu "Tapestry" como "uma das melhores coisas que eu escrevi e um dos melhores episódios de [The Next Generation]". Piller, por sua vez, achou que a premissa era batida e que no final a história era simplesmente uma versão de It's a Wonderful Life. Ele achou que algumas cenas eram muito "verborrágicas" e que a direção e algumas interpretações foram "monótonas". Alguns fãs escreveram para a equipe após a exibição reclamando que o episódio glorificava violência, algo contrário aos princípios de Star Trek. Taylor admitiu que "Tapestry" poderia ser visto como violento, mas isso nunca passou pela cabeça da equipe durante a produção. Ela também afirmou que caso tivesse percebido que o episódio poderia ser considerado favorável a violência, eles teriam corrigido elementos com o objetivo de garantir que isso não fosse o caso.

## Outras mídias
"Tapestry" foi lançado no formato VHS no Reino Unido em 2003 junto com a primeira parte do episódio "Birthright". Nos Estados Unidos, foi lançado em VHS em 18 de junho de 1996 em uma caixa intitulada Star Trek – The Next Generation: The Q Continuum. Foi depois lançado individualmente em 4 de agosto de 1998. A Paramount deliberadamente adiou lançamentos individuais de episódios de Star Trek em VHS nos Estados Unidos a fim de deixar que a série fosse retransmitida por completo em redifusão uma vez. A inclusão de "Tapestry" em Star Trek – The Next Generation: The Q Continuum antes de seu lançamento individual tinha a intenção de incentivar a compra da caixa.
O episódio foi lançado em DVD nos Estados Unidos em 3 de dezembro de 2002 como parte da coleção da sexta temporada de The Next Generation. Foi relançado em DVD outras vezes como parte de compilações. Estas incluíram a The Jean-Luc Picard Collection, lançada nos Estados Unidos em 3 de agosto de 2004; a Star Trek: Q Fan Collective, lançada nos Estados Unidos em 6 de junho de 2006 e no Reino Unido em 4 de setembro; e a The Best of Star Trek: The Next Generation – Volume 2 em 17 de novembro de 2009. O lançamento mais recente foi em Blu-ray em 24 de junho de 2014 como parte da sexta temporada, incluindo uma faixa de comentários em áudio para "Tapestry".
A risada de Picard ao ser esfaqueado é um elemento importante do romance Q & A. Este também inclui a sala branca de Q e um universo alternativo similar em que Picard seguiu uma carreira em ciências. Um boneco de Picard baseado em "Tapestry" foi lançado pela Playmates Toys em 1996, sendo uma edição limitada a 1 701 unidades.